# Qormi
Qormi (officiële naam Ħal Qormi; ook wel bekend als Città Pinto) is een stad en sinds 1993 tevens een zelfstandige gemeente in centraal Malta ten zuidwesten van de hoofdstad Valletta. De stad heeft een inwoneraantal van 16.576 (november 2005).
De oude naam van de stad is Casal Fornaro, wat zoveel betekent als bakkers-stad. De reden hiervoor was het grote aantal bakkerijen dat zich er bevond; de stad voorzag in de broodvoorziening van nagenoeg heel Malta. Op 25 mei 1743 kreeg het de naam van Manuel Pinto de Fonseca, de commandant van de heersende Maltezer Orde. De huidige plaatsnaam Qormi wordt uitgesproken als Or'mie.

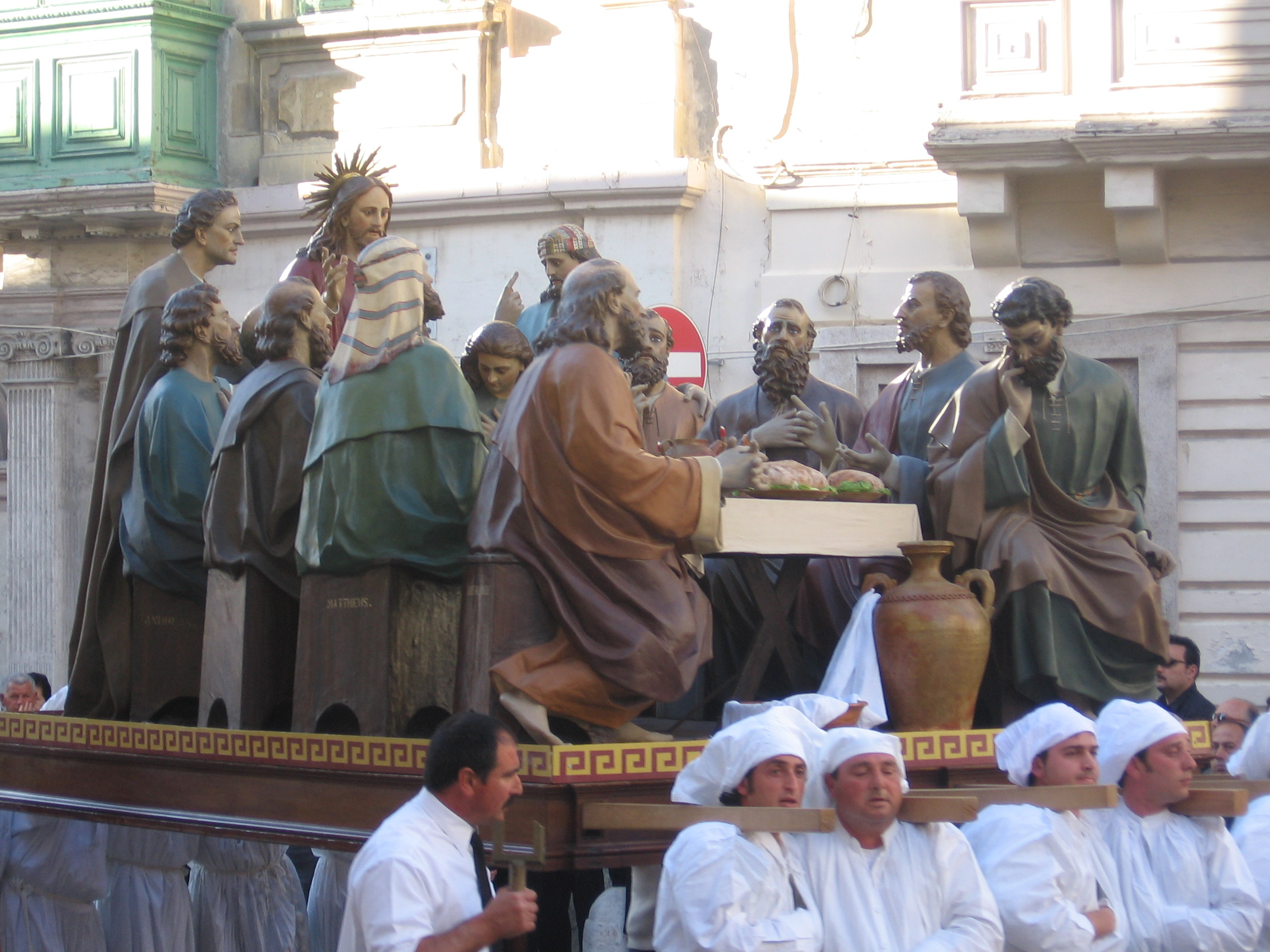
Het beeld van het Laatste Avondmaal wordt rondgedragen tijdens de jaarlijkse processie op Goede Vrijdag.

De beschermheiligen van Qormi zijn Sint Joris en Sint Sebastiaan. De jaarlijkse festi ter ere van beide heiligen vinden plaats in twee opeenvolgende weken in juli. Qormi staat daarnaast bekend vanwege de jaarlijkse grote processie op Goede Vrijdag.

## Geboren
- George Abela (1948), president van Malta (2009-2014)
- Marie-Louise Coleiro Preca (1958), president van Malta (2014-2019)
- Olivia Lewis (1978), zangeres